# Fuenterrobles (kommunhuvudort)
Fuenterrobles är en kommunhuvudort i Spanien.   Den ligger i provinsen Província de València och regionen Valencia, i den centrala delen av landet, 220 km öster om huvudstaden Madrid. Fuenterrobles ligger 921 meter över havet och antalet invånare är 737.
Terrängen runt Fuenterrobles är platt åt sydost, men åt nordväst är den kuperad. Fuenterrobles ligger uppe på en höjd. Runt Fuenterrobles är det glesbefolkat, med 13 invånare per kvadratkilometer. Närmaste större samhälle är Utiel, 13,0 km öster om Fuenterrobles. Trakten runt Fuenterrobles består till största delen av jordbruksmark.